# Адам I фон Хунолщайн
Адам I фон Хунолщайн (на немски: Adam I. Vogt von Hunolstein; * 1422; † 1448) е фогт на замък Хунолщайн в Морбах в Хунсрюк (Рейнланд-Пфалц).
Той е вторият син на фогт Йохан II фон Хунолщайн († 1459) и съпругата му Шонета Бубес фон Гайшпитцхайм, наследничка на Меркхайм († 1477), дъщеря на Херман Бубес фон Гайшпитцхайм (1346 – 1422) и Аделхайд фон Меркхайм (1363 – 1450). По-големият му бездетен брат Хугел фон Хунолщайн († сл. 1467) е женен за Аделхайд фон Дюркхайм († сл. 1476).
Баща му Йохан II фон Хунолщайн наследява ок. 1400 г. рицарите фон Меркхайм и родът му притежава след това голямата част от господството Меркхайм.
Адам I фон Хунолщайн умира преди баща си на 26 години през 1448 г.

## Фамилия
Адам I фон Хунолщайн се жени пр. 4 авуст 1440 г. за Елизабет фон Хаген, наследничка на Засенхайм († пр. 1476), дъщеря на Йохан фон Хаген († 1444), господар на Котен, и Йохана фон Засенхайм († 1422). Те имат един син и една дъщеря:
- Йохан III фон Хунолщайн († 4 май 1516), фогт, господар на Цюш/Цуш, барон де Хунолщайн, женен между 1 февруари и 27 март 1468 г. за Агнес фон Пирмонт († пр. 22 март 1490)
- Гертраут фон Хунолщайн († сл. 1464), омъжена I. за Филип фон Шарпенщайн († пр. 1483), II. (1464) за Антес Волф фон Лонщайн

Вдовицата му Шонета Бубес фон Гайшпитцхайм се омъжва втори път за Йохан фон Еш († сл. 1467).